# Veldhuis & Kemper
Veldhuis & Kemper is een Nederlands cabaret- en muziekduo, bestaande uit Remco Veldhuis en Richard Kemper.

## Geschiedenis
Het duo werd in 1997 bij elkaar gebracht door een gezamenlijke vriend, die wist dat ze allebei graag op het podium wilden staan. Geen van beiden had theaterervaring, maar nog diezelfde avond al bleek er chemie tussen de twee te bestaan.
In de twee jaar die daarop volgden, leerden ze elkaar beter kennen. In 1999 eindigden Veldhuis & Kemper als tweede achter Marc-Marie Huijbregts op het Camerettenfestival. In 2002 gingen Veldhuis & Kemper in première met het eerste avondvullende cabaretprogramma Half zo Echt, met als finalenummer Ik wou dat ik jou was. Het nummer bereikte de nummer 2-positie in de Nederlandse Top 40, werd in 2003 het meest gedraaide Nederlandstalige nummer en werd verkozen tot het op drie na beste Nederlandstalige nummer aller tijden. In juni 2003 verscheen het debuutalbum Half zo Echt met daarop naast Ik wou dat ik jou was nog elf andere liedjes. Dit album werd goud en kreeg een Edison Music Award in categorie Beste Kleinkunst/Luisterlied.
Het muzikale duo stond in 2004 onder andere zes keer in het voorprogramma van Marco Borsato in een uitverkochte Kuip in Rotterdam en trad diverse keren op als onderdeel van een groter programma in Ahoy en het "Gala van het Nederlandse Lied". Toen Veldhuis & Kemper in 2004 werden genomineerd als Beste Popgroep Nationaal bij de TMF Awards was dat volgens het duo hun beste grap tot dan toe.
In november 2006 ging het vierde programma van Veldhuis & Kemper in première: Tijd heelt alle zonden. Het programma liep in het seizoen 2006/2007 en ging in 2007/2008 in reprise. In totaal werd het ruim 200 keer opgevoerd.
In het theaterseizoen 2014-2015 stond het duo in de theaters met hun achtste programma, Of de Gladiolen.
Na het spelen van enkele try-outs van hun nieuwe avondvullende voorstelling Hou dat vast in 2020 moest hun theatertournee voor onbepaalde tijd worden stilgelegd vanwege de uitbraak van het COVID-19-virus in Nederland.

## Voorstellingen
- 2002-2003: Half zo echt
- 2003-2004: De geur van
- 2004-2005: Hitsig (cabaretconcert)
- 2006-2008: Tijd heelt alle zonden
- 2009-2010: We moeten praten
- 2011-2012: Dan maar niet gelukkig
- 2013: Onder de douche
- 2014-2016: Of de gladiolen
- 2017-2019: Geloof ons nou maar
- 2020-2022: Hou dat vast
- 2024-2025: Kunnen het niet laten

## Discografie

### Albums
| Album met eventuele hitnotering(en) in de Nederlandse Album Top 100 | Datum van verschijnen | Datum van binnenkomst | Hoogste positie | Aantal weken | Opmerkingen |
| ------------------------------------------------------------------- | --------------------- | --------------------- | --------------- | ------------ | ----------- |
| Half zo echt                                                        | 2003                  | 21-06-2003            | 10              | 56           | Goud        |
| Als het gaat waaien                                                 | 2004                  | 09-10-2004            | 17              | 24           |             |
| Wat heb je nodig                                                    | 2006                  | 09-09-2006            | 27              | 13           |             |
| We moeten praten                                                    | 2009                  | 07-02-2009            | 15              | 8            |             |
| Dan maar niet gelukkig                                              | 01-04-2011            | 09-04-2011            | 4               | 12           |             |
| Onder de douche                                                     | 2013                  | 19-10-2013            | 7               | 7            |             |
| Of de gladiolen                                                     | 14-11-2014            | 22-11-2014            | 19              | 5            |             |

| Album met hitnotering(en) in de Vlaamse Ultratop 200 albums | Datum van verschijnen | Datum van binnenkomst | Hoogste positie | Aantal weken | Opmerkingen |
| ----------------------------------------------------------- | --------------------- | --------------------- | --------------- | ------------ | ----------- |
| Half zo echt                                                | 2003                  | 18-10-2003            | 29              | 9            |             |

### Singles
| Single met eventuele hitnotering(en) in de Nederlandse Top 40 | Datum van verschijnen | Datum van binnenkomst | Hoogste positie | Aantal weken | Opmerkingen               |
| ------------------------------------------------------------- | --------------------- | --------------------- | --------------- | ------------ | ------------------------- |
| Ik wou dat ik jou was                                         | 2003                  | 24-05-2003            | 2               | 17           | #2 in de Single Top 100   |
| Bijzonder                                                     | 2003                  | 18-10-2003            | 32              | 4            | #29 in de Single Top 100  |
| Te blond                                                      | 2004                  | 03-04-2004            | 29              | 4            | #32 in de Single Top 100  |
| Kaartenhuis (Als het gaat waaien)                             | 2004                  | 28-08-2004            | tip5            | -            | #36 in de Single Top 100  |
| Niets van dat alles                                           | 2005                  | -                     |                 |              | #89 in de Single Top 100  |
| Wacht                                                         | 2006                  | -                     |                 |              | #29 in de Single Top 100  |
| Wat heb je nodig                                              | 2006                  | -                     |                 |              | #100 in de Single Top 100 |
| Volkomen kut                                                  | 2009                  | -                     |                 |              | #38 in de Single Top 100  |

| Single met hitnotering(en) in de Vlaamse Ultratop 50 | Datum van verschijnen | Datum van binnenkomst | Hoogste positie | Aantal weken | Opmerkingen             |
| ---------------------------------------------------- | --------------------- | --------------------- | --------------- | ------------ | ----------------------- |
| Ik wou dat ik jou was                                | 2003                  | 09-08-2003            | 3               | 21           | #3 in de Radio 2 Top 30 |
| Bijzonder                                            | 2003                  | 24-01-2004            | tip10           | -            |                         |

### NPO Radio 2 Top 2000
| Nummer met noteringen in de NPO Radio 2 Top 2000 | '07 | '08 | '09 | '10 | '11 | '12 | '13 | '14 | '15  | '16  | '17  | '18  | '19  | '20  | '21 | '22  | '23  | '24  |
| ------------------------------------------------ | --- | --- | --- | --- | --- | --- | --- | --- | ---- | ---- | ---- | ---- | ---- | ---- | --- | ---- | ---- | ---- |
| Ik wou dat ik jou was                            | 683 | -   | 761 | 849 | 763 | 900 | 888 | 924 | 1013 | 1158 | 1068 | 1016 | 1001 | 1073 | 963 | 1160 | 1202 | 1292 |

1. ↑  Een '-' betekent dat het nummer niet was genoteerd en een vetgedrukt getal geeft de hoogste notering aan.
2. ↑  2007 was het eerste jaar met een notering voor dit nummer.

### Dvd's
| Dvd's met hitnoteringen in de Nederlandse Music Top 30 | Datum van verschijnen | Datum van binnenkomst | Hoogste positie | Aantal weken | Opmerkingen |
| ------------------------------------------------------ | --------------------- | --------------------- | --------------- | ------------ | ----------- |
| Tijd heelt alle zonden                                 | 2009                  | 02-05-2009            | 6               | 3            |             |
| We moeten praten                                       | 2010                  | 04-12-2010            | 9               | 5            |             |